# Dominik Ibáñez de Erquicia
Dominik Ibáñez de Erquicia Pérez de Lete (ur. początek lutego 1589 w Régil; zm. 14 sierpnia 1633 na wzgórzu Nishizaka w Nagasaki w Japonii) – święty Kościoła katolickiego, baskijski dominikanin, misjonarz, męczennik.

## Życiorys
Dominik Ibáñez de Erquicia Pérez de Lete w wieku 16 lat wstąpił do zakonu dominikanów w San Sebastián.
Jeszcze przed otrzymaniem święceń kapłańskich zgłosił się na ochotnika na misje na Filipinach. Do Manili przybył w maju 1611 r. Święcenia przyjął po ukończeniu nauki już na Filipinach. Kilka dni później wysłano go do Pangasinan, gdzie pracował przez kolejne 4 lata. Szacuje się, że w tym czasie ochrzcił ponad 10 000 dzieci. Następnie przydzielono go do pracy z Chińczykami w Manili. Został kaznodzieją i wykładowcą teologii na założonym w 1611 r. Uniwersytecie św. Tomasza w Manili.
Po pewnym czasie wysłano go do pracy misyjnej w Japonii, dokąd z kilkoma innymi misjonarzami dotarł 19 czerwca 1623 r. W tym czasie trwały tam prześladowania chrześcijan, tak że musiał ukrywać się i swoją działalność prowadził potajemnie. Został aresztowany razem ze swoim pomocnikiem katechistą Franciszkiem Shōemon 4 lipca 1633 r. w Nagayo. 13 sierpnia 1633 r. na wzgórzu Nishizaka w Nagasaki został poddany torturze tsurushi (podobnie jak Franciszek Shoyemon). Wytrzymał 30 godzin katowania, po czym zmarł 14 sierpnia.
Został beatyfikowany przez Jana Pawła II 18 lutego 1981 r. w Manila na Filipinach w grupie 16 męczenników. Tę samą grupę męczenników kanonizował Jan Paweł II 18 października 1987 r.